# 스코트인
스코티(Scoti or Scotti)는 게일인(Gaels)을 일컫는 라틴어 명칭으로, 3세기 말에 처음으로 확인됐다. 처음에는 아일랜드섬과 그레이트브리튼섬에 있는 모든 게일인(Gaels)을 나타냈다가, 나중에는 브리튼섬 북부 지역의 게일인(Gaels)을 나타냈다. 이들의 문화가 퍼진 왕국은 스코티아 또는 스코틀랜드로 알려지게 되었고, 결국 이 지역의 주민들은 스코트인(Scots)으로 알려지게 되었다.

## 개요
스코트인은 스코틀랜드인의 선조이다. 스코트인은 켈트족의 하나로 생각되기도 한다. 스코트인은 아일랜드 게일인과 후에 유입된 게르만인들의 혼혈 민족이다. 10세기 이후에는 픽트인도 스코트인에 동화되었다.
4세기 스코트인은 아일랜드에서 영국으로 넘어 왔는데, 일부는 픽트인에 지배를 받기도 하였는데 후에는 상황이 반전되기도 하였다. 스코트인, 픽트인은 남쪽의 브리튼인을 압박하고 있었는데 4세기에는 브리튼 원주민들도 복합적인 정제성을 가지고 있고 명확히 구분짓기 어렵다.
스코트인, 픽트인의 시달림에 견디다 못한 브리튼인들은 유럽 대륙에 원병을 청하게 되는데, 앵글인, 색슨인, 유트인이 들어온다. 일반적으로 알려지기로 이 때 색슨인의 압박이 거세져서 스코트인이 북으로 도망갔다고 전하지고 있다. 하지만 최근에는 픽트인이 사라진 시기, 즉 10세기 노르만 영국 병합에 맞추어서 픽트인이 스코트인에 동화되어 사라졌고 스코트인은 영국 북부를 근거지로 하게 된다.
스코트인이라는 이름은 로마인에 의해 처음 불렸다. 따라서 어떤 게일어족도 그들이 고대에 라틴어를 제외하고 그들을 스코트인이라 부른 적이 없었음을 언급하고 있다. 400년대에는 그들의 전사들이 하이랜드에서 달 리아타 왕국을 설립했다. 이 왕국의 규모와 영향력은 확대되어, 그 민족의 이름은 현재의 스코틀랜드와 스코틀랜드인들에게 영향을 주었다.
스코트인은 아일랜드 게일인과 게르만족의 혼혈이며, 영국에 처음 들어왔을 때에는 픽트인의 지배를 받다가 10세기 픽트인을 통합하였다. 따라서 픽트인과 스코트인은 문화 양식이 혼재하는 모습을 보인다.

## 같이 보기
- 게일인
- 픽트인
- 켈트족
- 앵글인
- 색슨인
- 유트인